# Благословіть жінку
«Благословіть жінку» («рос. Благословите женщину») — російський військово - мелодраматичний фільм режисера Станіслава Говорухіна, знятий за повістю І. Грекової «Господарка готелю».

## Сюжет
Дія фільму починається в невеликому приморському селищі на початку 1930-х років. Юна дівчина закохується в приїжджого військового Олександра Ларичева і відправляється з ним до місця його служби. Слідючи всюди і завжди за коханим чоловіком (Забайкалля, Північ, Радянсько-фінська війна, початок Великої Вітчизняної війни), героїня повністю приносить себе в жертву його категоричній і вимогливій натурі, підкоряючись наказам Ларичева без обговорень. Віра змушена позбутися дитини, а прив'язавшись до сина Ларичева від першого шлюбу, позбавляється і його. Не шанує Олександр і подругу Віри - жваву і грубувату Машу Смоліну. Однак саме Віра згодом візьме на себе турботи про дітей Маші, поки та в складі медсанбату воює на фронті.
Полон, підозри і крах військової кар'єри (звільнення з армії) ламають твердий характер Ларичева, доводячи його до смерті від серцевої недостатності. Героїні здається, що її життя без коханої людини скінчилося, але життя, як виявилося, тільки починається.

## У ролях
| Актор               | Роль                           |
| ------------------- | ------------------------------ |
| Світлана Ходченкова | Віра                           |
| Олександр Балуєв    | Олександр Ларичев чоловік Віри |
| Ірина Купченко      | Анна Степанівна мати Віри      |
| Інна Чурікова       | актриса Куніна                 |
| Ольга Березкіна     | Маша подруга Віри              |
| Олександр Михайлов  | Юрлов                          |
| Олександра Костенюк | Віра донька Маші               |
| Віталій Хаєв        | Рябінін                        |
| Станіслав Говорухін | комдив                         |
| Максим Галкін       | партнер Куніної                |
| Ніна Маслова        | лікарка                        |

## Нагороди та номінації
- Премія «Ніка» за кращу жіночу роль другого плану (Інна Чурікова) (2004).
- Номінації на премію «Ніка» за кращий ігровий фільм та кращу жіночу роль (Світлана Ходченкова) (2004).
- Приз глядацьких симпатій і приз губернатора Приморського краю «9288 км» (Олександру Михайлову) на кінофестивалі «Меридіани Тихого» у Владивостоці (2003).
- Головний приз імені В. Прийомихова (Станіславу Говорухіну) на кінофестивалі «Амурська осінь» в Благовєщенську (2004).
- Кінофестиваль «Література і кіно» в Гатчині (2004):
  - Спеціальний приз «За ліричне втілення епічної теми» (Станіславу Говорухіну);
  - Приз за кращу жіночу роль (Світлана Ходченкова).
- Приз «За створення жіночого образу у вітчизняному кінематографі» (продюсеру Катерині Маскіній) на фестивалі продюсерського кіно Росії і України «Кіно-Ялта» (2004) [1].